# Operacja Rah-e-Nijat
Operacja Rah-e-Nijat (en: Path to Deliverance; pl: "Droga do wyzwolenia") – operacja prowadzona przez siły pakistańskie przy wsparciu bezzałogowych samolotów USA w Południowym Waziristanie w 2009. Operacja ta była jednym z epizodów pakistańskiej wojny z talibami.
Ofensywa dzieliła się na dwie fazy. Pierwszy etap miał na celu zlikwidowanie dowódcy talibów Baitullaha Mehsuda, ukrywającego się w górskich obszarach Waziristanu. Operacja lotnicza rozpoczęła się 13 czerwca 2009 nalotem na twierdzę Baitullaha Mehsuda, położoną przy granicy z Afganistanem i zakończyła się jego śmiercią 5 sierpnia 2009 roku. 17 października 2009 wojsko pakistańskie wznowiło ofensywę, która tym razem toczyła się na lądzie. Niespełna dwa miesiące później, 12 grudnia 2009 ogłoszono zwycięskie zakończenie ofensywy w której zginęło 600 rebeliantów i 80 żołnierzy. W wyniku ofensywy Pakistan objął kontrolę nad górskimi terenami Południowego Waziristanu, skąd ucieczkę podjęli najważniejsi członkowie Talibanu.

## Geneza
Podjęcie walk z terroryzmem w Waziristanie przez siły pakistańskie miało miejsce w 2004 roku. W kolejnych walkach toczyły się tam wyniszczające walki ze zmiennym szczęściem, przerywane trzema rozejmami. We wrześniu 2006 doszło nawet do podpisania układu pokojowego, który na samych terytoriach plemiennych dawał względny spokój. Napięta sytuacja nadal miała miejsce m.in. w stołecznym Islamabadzie. Tam w lipcu 2007 bojownicy zajęli meczet Lal Masijad. Spotkało się to z bezwzględna odpowiedzią sił bezpieczeństwa. Rebelianci w odwecie dokonywali samobójczych zamachów na terenie Waziristanu. Talibowie wówczas zmieniali taktykę na przeprowadzanie śmiercionośnych zwłaszcza wśród cywili zamachów samobójczych. Odpowiedzią na destrukcyjną działalność terrorystów była operacja w Północnym Waziristanie. Jednak ciężkie walki pod Mir Ali spowodowały duże straty po obu stronach, w wyniku czego zdecydowano się na wprowadzenie w życie zawieszenie broni.
Baitullah Mehsud, dowódca grup bojowników w Waziristanie 7 lutego 2008 wysunął propozycję rządowi oferty rozejmu i negocjacji pokojowych. W wyniku tej propozycji 21 maja 2008 Pakistan podpisał umowę pokojową z bojownikami. Wraz z podpisaniem pokoju, Pakistan zobowiązał się do stopniowego wycofywania wojsk z północno-zachodnich rejonów Pakistanu. Z kolei talibowie i plemiona z nimi powiązane musiały zamknąć obozy szkoleniowe rebeliantów, a także nie wpuszczanie do Pakistanu zagranicznych bojowników i zaprzestanie ataków terrorystycznych. Łącznie układ z 21 maja miał 15 punktów mówiących o zasadach pokojowych.
Pod koniec roku 2008 Waziristan stał się areną nieustannych nalotów bezzałogowych samolotów Stanów Zjednoczonych, co w praktyce łamało ustalenia pokojowe. Amerykanie intensywnie ostrzeliwali ten górski rejon Pakistanu ze względu na podejrzenia znajdowania się tam głównych osobistości terroryzmu w tym Osamy bin Ladena. W wyniku wyraźnego sprzeciwu rządu pakistańskiego wobec nalotów, spowodowanego ofiarami cywilnymi, Amerykanie w 2009 roku znacznie rzadziej atakowali ten plemienny region.
W sierpniu 2008 siły pakistańskie rozpoczęły ofensywę na terytoriach plemiennych Agencji Bajaur. Walki zakończył się sukcesem, a 28 lutego 2009, ogłoszono, iż Agencja Bajaur została całkowicie kontrolowana przez siły rządowe. Znaczna liczba bojowników tam walczących schronienie znalazła w Waziristanie.
26 kwietnia 2009 armia pakistańska rozpoczęła walki na terenie Prowincji Pogranicznej. Po niespełna dwóch miesiącach walk Pakistan zdobył wyraźną przewagę nad talibami w Dolinie Swat. W wyniku tego walki przenosiły się bardziej na zachód aż osiągnęły Waziristan z celem pochwycenia lidera talibów Baitullaha Mehsuda, który jest odpowiedzialny m.in. za śmierć byłej premier Pakistanu Benazir Bhutto, która zginęła na wiecu politycznym 27 grudnia 2007.

### Sytuacja w Waziristanie w trakcie walk w Dolinie Swat
Pod koniec maja 2009 po kolejnych zwycięstwach armii pakistańskiej w Swat, walki wznowiły się także w przygranicznej prowincji z Afganistanem Waziristan. Do 26 maja w wyniku rozpoczynających się walk w na granicznych z Afganistanem terenach plemiennych, uciekło 10 tys. cywilów. W ataku helikopterowym na granicy afgańsko-pakistańskiej przeprowadzonym tego samego dnia przez lotnictwo pakistańskie, zginęło sześciu rebeliantów. 30 maja w górskich obszarach Południowego Waziristanu stacjonujące tam pakistańskie oddziały paramilitarne zabiły w walce 40 talibów.
Talibowie 1 czerwca z wioski Bakka Kheil w Waziristanie Północnym porwali ok. 400 uczniów i nauczycieli z jednej ze szkół. Podczas ataku talibów wiele uczniów zbiegło z miejsca porwania. Dzień później w wyniku operacji wojsk pakistańskich odbito ok. 80 uczniów z rąk porywaczy. Kolejnych 46 studentów i dwóch nauczycieli zostało zwolnionych 4 czerwca. Wszystkich studentów uwolniono do 6 czerwca.

## Operacja lotnicza
Operacja rozpoczęła się w sobotę 13 czerwca 2009, kiedy pakistańskie siły lotnicze zbombardowały domniemaną twierdzę Mehsuda stojącego na czele Tehrik-e-Taliban. Nalot był odwetem za zabójstwo z dnia poprzedniego duchownego Sarfraza Nemeei, znanego z krytyki wobec działalności talibów. 14 czerwca amerykańskie samoloty bezzałogowe zbombardowały cele talibów w Waziristanie. Zginęło 3 rebeliantów. W trakcie całego dnia w Waziristanie zabito 30 talibów. Pakistańczycy w starciach wykorzystali artylerię. W kolejnych bombardowaniach ranny został Tahir Yuldeshev, dowódca uzbeckich bojówek protalibskich. 18 czerwca w nalocie czterech amerykańskich samolotów bezzałogowych na Gharlamai i Nandaran przy granicy z Afganistanem, zginęło 9 osób, a 20 zostało rannych. 19 czerwca w wybuchu bomby w restauracji w Południowym Waziristanie rannych zostało 12 osób. W kolejnych bombardowaniach w nocy zginęło 30 talibów. Z kolei w dniu następnym nastąpiła blokada drogi między Sarwaki i miasto Tanai. W zasadzce poległo 32 talibów. Kolejnych 30 talibów zginęło 21 czerwca w ostrzale artyleryjskim pozycji rebeliantów w Południowym Waziristanie.
Wieczorem 22 czerwca bezzałogowe samoloty USA przeprowadziły nalot w Południowym Waziristanie zabijając 83 talibów. Do nalotu doszło podczas pogrzebu jednego z zabitych talibów 21 czerwca.
22 czerwca podano, że od początku walk w Waziristanie uciekło 40 000 cywili.
27 czerwca talibowie zaatakowali stacjonujących na granicy z Afganistanem pakistańskich żołnierzy, zabijając dwóch, a raniąc czterech wojskowych. W odwecie za atak lotnictwo pakistańskie zbombardowało dzień później bazy rebeliantów. W wyniku nalotów zginęło ośmiu talibów. Natomiast wieczorem 28 czerwca talibowie zabili 12, a ranili 10 żołnierzy.
30 czerwca talibowie ogłosili zerwanie układu rozejmowego podpisanego 21 maja 2008, który de facto był już wcześniej zamrożony. Radykałowie islamscy powiedzieli, że jest to odpowiedź na nieustające naloty w Waziristanie. Wówczas Pakistan zobowiązał się do stopniowego wycofywania wojsk z północno-zachodnich rejonów Pakistanu. Z kolei talibowie i plemiona z nimi powiązane musiały zamknąć obozy szkoleniowe rebeliantów, a także nie wpuszczanie do Pakistanu zagranicznych bojowników i zaprzestanie ataków terrorystycznych.
Nad górskim Waziristanem cały czas latały amerykańskie nieuzbrojone bezzałogowe samoloty zwiadowcze, które zbierały informacje nt. kryjówek talibskich. Gdy wykryto taki obiekt do boju wysyłano uzbrojone maszyny, które bombardowały cele talibskie. Kolejnym przykładem takiego bombardowania jest 3 lipca, kiedy zginęło 10 rebeliantów.
7 lipca w amerykańskim nalocie zginęło 14 talibów, z kolei 8 lipca w podwójnym amerykańskim nalocie zginęło 40 talibów. 10 lipca w kolejnym nalocie zginęło 5 rebeliantów.

### Śmierć Baitullaha Mehsuda
5 sierpnia w okolicach Peszawaru atak przeprowadził bezzałogowy amerykański samolot. W wyniku tego zginęło 2 bojowników i żona Mehsuda. Następnie pojawiły się spekulacje, iż w ataku zginął prawdopodobnie sam Baitullah Mehsud. Schwytany 17 sierpnia działacz pakistańskich talibów Mauvi Omar, dzień później potwierdził śmierć Baitullaha Mehuda w amerykańskim bombardowaniu.

### Wznowienie walk
Talibska szura (zgromadzenie starszyzny) wybrała 21 sierpnia Hakimullaha Mehsuda na nowego szefa pakistańskich talibów. Następnie talibowie przyznali, iż Baitullah zginął w amerykańskim nalocie. W kolejnych dniach Hakimullah zagroził Stanom Zjednoczonym atakami na ich cele.
26 sierpnia doszło do potyczki pod Madi Jam gdzie w ciężkich starciach wojsko lądowe zmuszone było wezwać wsparcie śmigłowców. Zginęło dziewięciu talibów oraz czterech żołnierzy. Dzień później w wyniku nalotu bezzałogowych samolotów amerykańskich zginęło szećiu rebeliantów w tym samym regionie. Wśród zabitych znalazł się członek uzbeckich rebeliantów Tahir Yuldashev.
Następnie walki przeniosły się do Przełęczy Chajberskiej, gdzie od 1 września 2009, trwała kolejna operacja sił pakistańskich.

## Operacja lądowa

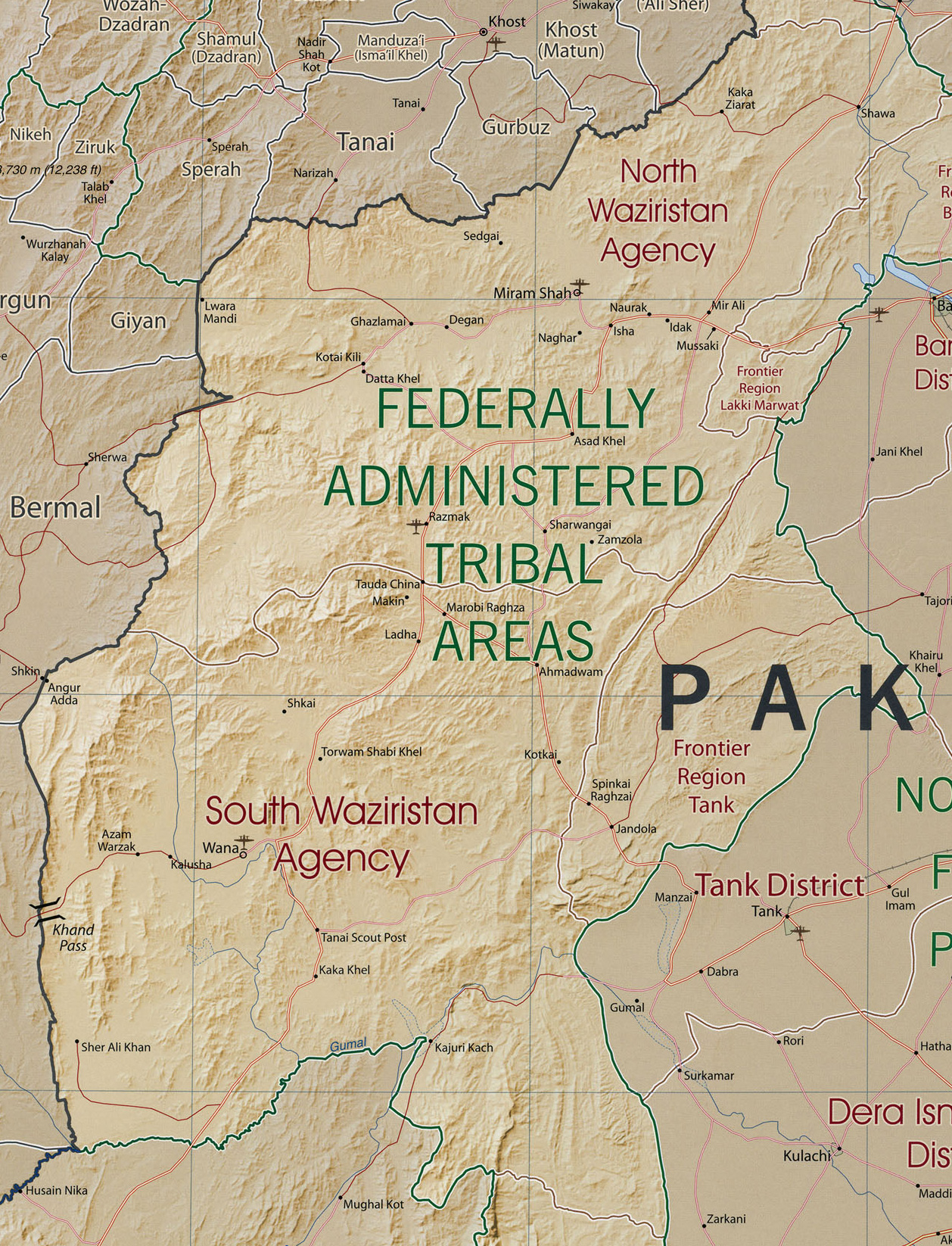
Mapa Waziristanu

2 października 2009 armia pakistańska ogłosiła, że jest przygotowywana wielka lądowa ofensywa w Południowym Waziristanie w którym stacjonowało tysiące rebeliantów. Oprócz talibów już podczas bombardowania regionu znajdowali się tam uzbeccy rebelianci sympatyzujący z talibami oraz terroryści z Al-Kaidy i innych zagranicznych arabskich bojówek z nimi powiązanymi.
Następnie talibowie przeprowadzili serię krwawych zamachów terrorystycznych w których śmierć poniosło ponad 150 osób. W ten sposób rebelianci próbowali zniechęcić władze do podjęcia ofensywy.

### Początek ofensywy
Ofensywę lądową armia pakistańska zainicjowała w sobotę 17 października o godz. 3 w nocy, a do walk zaangażowano ponad 28 tys. żołnierzy i 500 komandosów którzy do Waziristanu Południowego przybyli dzień wcześniej. Ofensywę o kryptonimie Rah-e-Nijat (Droga do Zbawienia) nazwano matką wszystkich bitew. Wojsko nacierało od strony miast Razmak, Jandola i Shakai w kierunku Makin, Spinkai Raghzai i rejonu Tiarza. W rejonie walk wprowadzono godzinę policyjną, w wojsko zablokowało okoliczne drogi by mogły być swobodnie wykorzystywane do transportu broni i amunicji.
Obie strony w pierwszych starciach użyły ciężkiej artylerii. Wojska lądowe cały czas były wspomagane przez śmigłowce, a talibowie używali granatów o napędzie rakietowym. W oczekiwaniu na ofensywę swoje domostwa opuściło ok. 100 000 osób. W pierwszych 24 godzinach walk według strony pakistańskiej zginęło 60 rebeliantów oraz pięciu żołnierzy, natomiast po dwóch dniach walk liczba zabitych wzrosła odpowiednio do 78 i dziewięciu. Armia pakistańska ponadto podała, że wówczas 11 wojskowych zostało rannych.
Wieczorem 19 października armia pakistańska zajęła miasto Kotkai, które znajduje się w pobliżu ważnej bazy talibskich rebeliantów. W mieście w którym urodził się dowódca talibów Hakimullah Mehsud, zabezpieczono spore ilości broni. W kolejnym dniu zginęło 12 rebeliantów i czterech żołnierzy pakistańskich. Armia zabezpieczyła tereny wokół miejscowości Mandana, Kund and Tarakai na froncie Jandola-Sararogha. Na linii Shakai-Kaniguram siły bezpieczeństwa oczyściły teren z oddziałów talibskich w promieniu 7 km od miasta Shakai, w tym strategiczną miejscowość Wuzi Sar. Według Inter Services Public Relations rejon walk opuściło 11080 rodzin, którzy znaleźli schronienie w obozach Dera Ismail Khan oraz Tank. Natomiast przed rozpoczęciem walk takich rodzin było 4477.
20 października w kontrataku rebelianci odbili Kotkai. W czasie bitwy o miasto zginęło 20 rebeliantów i według talibów siedmiu żołnierzy, natomiast dowództwo armii poinformowało o czterech ofiarach w swoich szeregach. Siły bezpieczeństwa zabezpieczyły natomiast tereny wokół miasta Sherawangi, a także rozszerzyli strefę swoich wpływów pod Kaskai i Shisanwam, leżące w okolicy miasta Jandola.
Armia pakistańska uformowała trzy fronty na których toczyły się ciężkie walki. Były nimi linie Sararogha-Razmak (lub aż do Jandola) (front wschodni), Razmak-Makin (front północny) oraz Shakai-Kaniguram (front zachodni).
21 października siły rządowe zbombardowały twierdze bojowników w Makin i Ladha, leżące na głównej drodze północ-południe w Waziristanie. Najcięższe walki trwały nadal pod Kotkai. W walkach poległo 15 talibów oraz trzech żołnierzy. Armia zniszczyła 80 kryjówek w okolicach Kotkai i Khesoora. W czasie przeszukiwań kryjówki uzbeckich rebeliantów pod Sherawangi znaleziono 105 butelek z alkoholem, 27 granatów ręcznych i cztery rakiety, dwie torby amunicji, a także karabiny, pociski artyleryjskie, moździerze oraz miny. W czasie pięciu dni operacji według sił pakistańskich, zginęło 115 talibów oraz 16 żołnierzy.
22 października podczas walk poległo 24 rebeliantów oraz dwóch żołnierzy. Na lądzie talibowie o 4 rano czasu miejscowego zaatakowali oddziały sił bezpieczeństwa pod Boya Narai na drodze Wana-Razmak. W dwugodzinnej wymianie ognia poległo 11 rebeliantów, a 8 zostało rannych. Do innego starcia doszło pod Torghunday, gdzie śmierć poniosło 13 talibów. Oprócz zaciętych walk na lądzie, lotnictwo bombardowało pozycje i kryjówki talibów. Celami myśliwców stały się kryjówki w miejscowościach Koka Khel, Chalghozi, Saam, Sararogha, Nanairasar, Ladha i Makin. Pakistan odbił z rąk talibskich miejscowości Boya Narai, Torwam Bridge oraz Mizwam. Talibowie wystrzelili sześć rakiet w mieście Razmak, w wyniku czego zginął pakistański żołnierz. Po ataku rebelianci uciekli do lasu. Ofensywa przyniosła gwałtowne spadki na giełdzie pakistańskiej, a 22 października indeksy spadły nawet o 3 punkty procentowe.
23 października walkach na linii Jandola-Sararogha zabito siedmiu talibów, dziewięciu odniosło rany, a sześciu innych aresztowano. Ciężka wymiana ognia spowodowała, że poległo też dwóch pakistańskich żołnierzy, a siedmiu zostało rannych. Natomiast w walkach wzdłuż drogi Shakai-Ladha, pakistańskie służby bezpieczeństwa zabiły sześciu uzbeckich rebeliantów. Armia zabezpieczyła tam wioski Sherwangi oraz Chalwasti, w wyniku czego zginął kolejny żołnierz, a pięciu w starciach odniosło obrażenia.
24 października siły pakistańskie po raz drugi przejęły kontrolę na miastem Kotkai. W czasie walk poległo 13 talibów. Przez trwającą ofensywę pakistańska giełda przez tydzień straciła aż 6%. Po tygodniu walk zginęło 161 rebeliantów oraz 22 żołnierzy. Na autostradzie z Peszawaru do stolicy Pakistanu w punkcie kontrolnym o 19:12 czasu lokalnego, zamachowiec jadący samochodem, uruchomił ładunki wybuchowe w wyniku czego zginął funkcjonariusz policji.
25 października armia pakistańska zabiła 15 talibów, a 14 raniła. Wojsko przejęło kontrolę nad rejonem Momi Karam, gdzie zabito pięciu rebeliantów. Odbito też po 16-godzinnych intensywnych walkach ważną strategicznie miejscowość Tarkona Narai, Salayrogha oraz Górny Kanigaram. Lotnictwo zbombardowało Tangi Budaizai, gdzie poległo trzech talibów, oraz rejon wiosek Badara Saam i Dolny Kanigaram, w wyniku czego zniszczono dwie kryjówki rebeliantów. W walkach lądowych pod Kotkai zabito siedmiu kolejnych bojowników.
W dziesiątym dniu ofensywy zginęło 19 talibów oraz sześciu żołnierzy, a 21 odniosło rany. Siły bezpieczeństwa zabezpieczyły wioskę Gharlai na głównej drodze z Kotkai do Sararoghi. Podczas bojów na tej linii zginęło 10 bojowników i sześciu Pakistańczyków, a 14 odniosło obrażenia. Tamże doszło do ataków rebeliantów pod miejscowościami Torwarai, Doaba, Hàngū. Talibów wyparto też z miejscowości Chalwastai (leżącej pomiędzy Wana i Razmak na froncie Shakai-Kaniguram), gdzie przejęto także kontrolę nad pobliskimi górzystymi terenami. Wojsko rozpoczęło też oblężenie Sarwek leżącej w odległości 1 km od Chalwastai. W walkach o tę wioskę zabito siedmiu rebeliantów, a siedmiu żołnierzy zostało rannych. Na obszarach kontrolowanych przez armię rozpoczęto akcję rozminowywania terenu. W okolicy Nawazkot wyparto talibów z przyściółków pod Shaga i Sharakai Sar. Wówczas zabito dwóch talibów, a jeden żołnierz odniósł obrażenia.

### Walki o najważniejsze talibskie twierdze
27 października był najkrwawszym dniem dla Talibanu, bowiem zginęło 42 ich członków. W walkach poległ też kolejny żołnierz, a dwóch odniosło obrażenia. Nacierające wojska w stronę Sararoghi zajęły kolejne wioski. Były nimi: Zeriwam, Ganra Kas oraz Konar Heigh. Armia zabezpieczyła wszystkie drogi w rejonie, by nie mogli z nich korzystać rebelianci. Armia zakończyła też zwycięsko zmagania pod Garlai. W ostatnim dniu walk poległ tam pakistański żołnierz oraz 5 bojowników. Nadal intensywne walki trwały na froncie Shakai-Kaniguram, gdzie toczyło się m.in. oblężenie Sarwek. Armia rozpoczęła natarcie z zajętego dzień wcześniej Chalwastai. Struktury wojska przedarły się pod Kund Mela, a obszar dzielący miejscowości został odbity z rąk rebeliantów. W czasie tamtejszych walk zabito siedmiu talibów. Po akcji militarnej przystąpiono do rozminowywania zajętego pola. Tymczasem na froncie Razmak-Makin rozpoczęto oblężenie miasta Nawazkot. W walkach na tym regionie zabito 30 talibów i wyparto bojowników z Pakallita Sar, Manza Sar, Green Ridge, Lahgar Narai, Zar-e-Sar Base. Podczas operacji przejęto ogromne ilości broni oraz amunicji wykorzystywanej przez bojowników. Natomiast talibowie odpalili dwie rakiety na bazę w Razmak, gdzie rannych zostało dwóch pakistańskich żołnierzy.
28 października w wyniku walk zginęło 25 rebeliantów, a pięciu żołnierzy zostało rannych. Armia pakistańska stanęła u bram miasta Kaniguram, po czym rozpoczęto jego oblężenie. Kaniguram leży niedaleko Sararoghi, do której armia nacierała z Razmak. Wcześniej na drodze z kontrolowanego Kotkai do Saroraghi odbito wioskę Nullah Junction. W walkach zginęło tam ośmiu bojowników, a rannych zostało trzech żołnierzy. Zniszczono również dziewięć jaskiń oraz 25 ośrodków szkoleniowych usytuowanych w górskich stokach. Nadal intensywne walki trwały na froncie Shakai-Kaniguram. Ciężkie starcia stoczono z uzbeckimi rebeliantami pod Kaniguram. W tamtym rejonie zajęto wioskę Karwan Manza znajdującej się w odległości 2 km na wschód od Kaniguram. Padła też miejscowość Karama w kierunku południowo-wschodnim na drodze Kaniguram-Kotkai. W trakcie walk śmierć poniosło pięciu rebeliantów, natomiast pole bitwy opuścił ranny żołnierz. Tymczasem na froncie Razmak-Makin nadal trwało oblężenie miasta Nawazkot, podczas którego zabezpieczono ważne górskie obiekty w okolicach wiosek Shaga, Ghar Tip-Top, Lagar Narai i Sharakai Sar. W czasie walk zniszczono 15 bunkrów i przejęto 37 rakiet. Na froncie zabito 12 talibów, a jeden żołnierz odniósł obrażenia. Po dwunastu dniach ofensywy w obozach dla uchodźców zarejestrowano 20 554 rodzin zbiegłych z terenu walk.
29 października zabito kolejnych 11 talibów. Siły bezpieczeństwa umacniały pozycje na froncie Jandola-Sararogha, gdzie zdobyto kolejne miasta Inzar Kalay oraz Zariwam. Podczas walk o miasto zabito pięciu uciekających talibów, a dwóch żołnierzy zostało rannych. W kolejnym dniu oblężenia Kaniguram, armia zablokowała całkowicie dostęp do miasta ze strony wschodniej i zachodniej. Podczas przemieszczania się w kierunku Kaniguram odkryto w odległości 2 km od miasta pod miejscowością Khaikaeh Narai kompleksowe ośrodki szkoleniowe dla terrorystów. W podobnych kryjówkach po inwazji sił NATO w Afganistanie, mógł ukrywać się Osama bin Laden. Oprócz tego zniszczono także cztery bunkrów i zabito sześciu rebeliantów. Na froncie Razmak-Makin oddziały wojsk po zabezpieczeniu wioski Sharakai Sar wyruszyły na Pakalita i Manza Sar skąd wyparto talibów.
30 października zginęło 14 rebeliantów oraz dwóch żołnierzy, a trzech został rannych. Armia pakistańska zbliżyła się do miasta Sararogha na odległość 3,5 km, wypierając wcześniej talibów z Dralima i Ahnei Kalle. Podczas natarcia zabito 14 talibów. W wymianie ognia poległo dwóch żołnierzy, a po wybuchu fugasa, obrażenia odniosło trzech żołnierzy. Na froncie Shakai-Kaniguram podczas oblężenia Kaniguram, zajęto wioskę Kund Mela leżącą 3 km na północ od miasta o którą cztery dni trwały ciężkie starcia. Tamże boje w trudnych warunkach trwały równolegle pod Serwek, gdzie armia przejęła spore ilości broni talibów. Wojsko umocniło swoją pozycję pod Pakalita i Manza Sar, które leżą w okolicy Nawazkot, a na drodze Razmak-Makin zdecydowanie dominowali nad bojownikami. Tam też przejęto duże ilości broni przeciwników.
31 października doszło do zajęcia twierdz talibów w okolicach miast Saroragha, Kaniguram i Makin. W wyniku walk poległo 33 rebeliantów oraz czterech żołnierzy. Wojsko kontrolowało już tereny wokół tych miast i przygotowywano natarcie w celu ich zajęcia. Jeszcze tego samego dnia rozpoczęto bitwę o Sararoghę, którą zaatakowano z trzech stron. Talibowie znajdujący się w mieście stawili ciężki opór, jednak stracili 13 bojowników. Natomiast z Kaniguram ewakuowano pozostałych tam cywilów, po czym rozpoczęto także działania militarne w czwartym dniu oblężenia. Walki toczyły się na ulicach miasta. Wojsko przeszukiwało także domy i bunkry w celu aresztowania bojowników. W walkach na Kaniguarm zabito trzech rebeliantów. Talibowie zaatakowali natomiast oddziały armii pakistańskiej na terenach okalających Kaniguarm. W najcięższych walkach pod Karama zabito 17 rebeliantów. Miejscowość było twierdzą uzbeckich rebeliantów. W sektorze Shakai-Kaniguram rannych zostało też dwóch pakistańskich wojskowych. Tymczasem na froncie Razmak-Makin, po ostatecznym zajęciu Nawazkot obleganym przez pięć dni, armia ruszyła na Makin. Armia przejęła też talibskie karabiny AK-47, granatniki przeciwpancerne RPG oraz 25 kilogramów potasu.
1 listopada zginęło 16 talibów oraz dwóch żołnierzy. Armia toczyła zacięte walki z rebeliantami w mieście Sararogha, gdzie zabito sześciu rebeliantów. W walkach pod Ladha, Saam, Gadawai i Maidaan zniszczono wiele talibskich kryjówek oraz zabito pięciu bojowników. Natomiast po drugim dniu bitwy w Kaniguarm, 50% miasta było pod kontrolą wojska. Armia wyparła talibów z wioski Badara Algad, leżącej na północny zachód od Kaniguarm. Zajęto także Biga, Khazar Manzor, Ziarat i Asman Manza, a tamtejsze walki przyniosły śmierć czterech rebeliantów, natomiast ranny został żołnierz. Zatrzymano też jednego taliba oraz skonfiskowano broń. Listopad rozpoczął się ciężkimi walkami pod Karama, gdzie zacięty opór stawiali Uzbecy. Armia zniszczyła dwa bufory min oraz zajęła duże ilości amunicji. Podczas wymiany ognia pod Patok Narai zginęło dwóch żołnierzy i 5 talibów. Na froncie Razmak-Makin, armia rozpoczęła oblężenie Makin.
2 listopada armia zabiła ośmiu kolejnych talibów na froncie Shakai-Kaniguram. W trakcie bitwy zwycięskiej o Kaniguram, pakistańskie siły lotnicze zbombardowały dwie talibskie warownie. Jeszcze tego samego dnia bastion talibów i uzbeckich rebeliantów padł. Pod Asman Manza doszło do ataku talibów, którzy z broni strzeleckiej i rakiet ostrzelali pakistański patrol. Jeden żołnierz odniósł obrażenia, natomiast zabito czterech talibów. Armia zabezpieczyła także wioskę Khazar Manzor Ziarat, która leży na południe od Asman Manza. W dalszym ciągu opór stawiali Uzbecy pod Karamą. Wojsko przechwyciło m.in. dwa bufory min, amunicję oraz ładunki wybuchowe.
3 listopada w starciach zginęło 21 rebeliantów oraz jeden żołnierz, a dwóch zostało rannych. Pakistańskie siły bezpieczeństwa zabezpieczyły miasto Sararogha i zaczęły oczyszczać rejon z broni i amunicji. Na polach otaczających Sarohagę ruszyła akcja rozminowywania terenu. Podczas wybuchu jednego z ładunków wybuchowych zginął żołnierz, a innych został ranny, natomiast w walkach o miasto zabito 16 talibów. Na froncie Sararogha-Jandola aresztowano dwóch talibów. Talibowie wystrzelili sześć rakiet do kontrolowanego przez wojsko miasta Kaniguram. Ataki nie spowodowały ofiar. Pięciu kolejnych talibów zginęło w walkach pod Ghani Khel. Rebelianci podjęli także atak rakietowy na posterunki w okolicach miasta Razmak. Wystrzelenie dwóch rakiet nie spowodowało ofiar. Na froncie Razmak-Makin podczas rozminowywania pola ranny został żołnierz. Rebeliantów wyparto z wiosek China oraz Mian Nur Khel. Armia zajęła też górskie obszary pod miejscowością Manza Sar.
4 listopada armia pakistańska weszła do miasta Ladha, gdzie w ciężkich walkach zabiła 10 rebeliantów. Rannych zostało także ośmiu żołnierzy. Ladha leży na froncie Shakai-Kaniguram, które zostało odbite dwa dni wcześniej. Ciężar walk na froncie Razmak-Makin przeniósł się pod wioskę China. Siły bezpieczeństwa powoli umacniały tam swoją pozycję, by ostatecznie uderzyć na Makin. W czasie walk zginęło czterech talibów, ranny został też żołnierz.

### Wypieranie talibów z Południowego Waziristanu
5 listopada poległo 28 talibów i 5 żołnierzy, natomiast 2 innych zostało rannych. W wyniku wybuchu bomby w Sararodze zginęło 5 żołnierzy, dwóch odniosło rany. W akcji odwetowej wojsko zabiło 16 talibów, a pięciu aresztowano. Na froncie Shakai-Kaniguram siły bezpieczeństwa wyparły talibów z miasta Ladha, oraz wiosek Shashak i Bangel Khel. Talibowie przeprowadzili atak rakietowy pod Mangora Sar i Ghundai Gar, jednak w wymianie ognia poległo 7 agresorów. Na froncie Razmak-Makin armia przeprowadziła intensywną akcję poszukiwania talibów w wioskach Spin Qamar, Wucha Kauna Algad i Lugar Manza. Istniało podejrzenie, iż talibowie ukrywali się tam przed żołnierzami w cywilnych domach. Nadal starcia miały miejsce w miejscowości China. Zginęło tam pięciu bojowników. Na froncie przejęto spore ilości talibskiej amunicji.
6 listopada zginęło 24 talibów. Armia weszła do Makin, gdzie rozpoczęły się ciężkie walki o kontrolę nad miastem. Po pierwszym dniu bitwy zginęło 21 rebeliantów, a siły bezpieczeństwa wyparły talibów z połowy miasta. Znajdujący się tam dom Baitullaha Mehsuda, został zrównany z ziemią. Rebelianci odpalili cztery rakiety na Sarahogę, a następstwem akcji zaczepnej było starcie w wyniku którego zginęło 3 bojowników. Armia umocniła swoje pozycję pod Sarahogą, natomiast w trakcie operacji poszukiwania talibów, przejęto ogromne ilości broni i amunicji z wiosek Bangai Khel, Totai Langar Khel i Kot Langar Khel. Bojowicy zaatakowali żołnierzy pod Ghunai Gur, jednak nikt nie ucierpiał podczas wymiany ognia.
7 listopada w walkach śmierć poniosło 12 rebeliantów, natomiast 5 żołnierzy odniosło rany. W drugim dniu bitwy o Makin, armia wyparła bojowników z wschodniej części miasta. Wcześniej zabito tam 8 talibów, z kolei obrażenia w wyniku intensywnej wymiany ognia odniosło 3 wojskowych. Dwóch innych żołnierzy opuściło teren walk wskutek ran odniesionych po ataku talibów z na obszarze Landainar, zabezpieczonym następnie przez armię. Czterech rebeliantów zginęło podczas wymiany ognia w wioskach pod Sarahogą. Na froncie Shkai-Kaniguram armia odkryła pod wioską Tayarzara tunel, którym rebelianci przenosili broń, po czym go zburzyła. W kontrolowanym mieście Ladha, wojsko przechwyciło duże ilości talibskiej broni. Po trzech tygodniach walk według ONZ teren walk opuściło 200 tys. osób.
8 listopada zginęło 20 talibów, z kolei ośmiu żołnierzy zostało rannych. Na obszarach wokół Sararoghi, Raghzai i Sagar Langer Gel doszło do zbrojnego kontaktu rebeliantów z armią, czego skutkiem było zabicie 3 talibów i konfiskata ogromnej ilości broni bojowników. Siły bezpieczeństwa kontrolowały cały front Shakai-Kaniguram, lecz trwała tam nadal akcja poszukiwania rebeliantów. Żołnierze przeczesywali tereny górskie w okolicach wiosek Totai, Langar Khel, Tapparghai, Gutsurai, Gadowai, Bangal Khel i Kund Mela. Armia przechwyciła kolejne sztuki broni oraz amunicji. Podczas próby zniszczenia fabryki min-pułapek IED w Gadawai, talibowie niespodziewanie zaatakowali oddział armii. Żołnierze odpowiedzieli ogniem, w wyniku czego zginęło 12 rebeliantów, którzy zranili ośmiu wojskowych. Do walk doszło też pod Sar Lagar Manza, Kund Mela, gdzie poległo piściu talibów. Nadal walki trwały w mieście Makin, skąd żołnierze wypierali talibów, przy okazji zabezpieczając ich broń. Armia aresztowała także 18 rebeliantów.
9 listopada w walkach poległo dziewięciu kolejnych talibów oraz czterech żołnierzy. W czasie bitwy o Makin rebelianci wystrzelili rakiety, które spowodowały śmierć 4 żołnierzy pakistańskich sił bezpieczeństwa. W czasie walk lądowych zabito dziewięciu talibów. Armia zabezpieczyła wioskę China w której od kilku dni toczono ciężkie boje. Wojsko kontynuowało operację poszukiwania bojowników i czyszczenia terenów odbitych z rąk talibskich pod miejscowościami Bangal Khel, Totai Langar Khel i Kaniguram. Do starć doszło też pod miastem Ladha. Podczas rozbrojenia grupy talibów w jednej z kryjówek aresztowano lokalnego dowódcę bojowników Mumtaza Burkiego. Na froncie Shakai-Kaniguram zniszczono siedem talibskich kryjówek. Siły bezpieczeństwa wzmocniły swoją pozycję wzdłuż drogi Sararogha-Jandola.
10 listopada pakistańskie siły militarne zabiły dziewięciu talibów. Armia nadal nacierała na miasto Makin, z kolei talibowie atakowali przedpola miasta Ladha. Walki zakończyły się śmiercią 9 rebeliantów, natomiast 8 odniosło rany. Lotnictwo pakistańskie dokonało bombardowania pozycji talibów w okolicach miejscowości Janta, w wyniku czego zniszczono sześć kryjówek. Na linii Jandola-Sarahoga siły bezpieczeństwa zabezpieczyły wioskę Tsappara. W trakcie wymiany ognia aresztowano jednego z bojowników.
11 listopada zginęło siedmiu bojowników, a dwóch pakistańskich żołnierzy odniosło rany w walkach w mieście Makin, gdzie intensywna wymiana ognia doprowadziła do umocnienia pozycji armii pakistańskiej we wschodnich partiach miasta. Rebelianci wystrzelili cztery rakiety na miasto Saroragha z pobliskiej wioski, jednak atak nie przyniósł ofiar. Wojsko przeprowadzając militarne akcje kontrolne, umocniło zajmowane pozycje pod Sarahogą i Kaniguram. Na froncie Shakai-Kaniguram armia odkryła kolejne składowiska talibskiej broni oraz osiem tuneli w okolicach wiosek Torwam, Boya oraz Ghani Khel. Przejęto także materiały do produkcji prowizorycznych min lądowych. Premier Pakistanu Yousaf Raza Gilani, poinformował, iż pomimo terrorystycznej kampanii talibów, rząd zamierza kontynuować ofensywę w Waziristanie i całkowicie wyeliminować terrorystów.
12 listopada zginęło 22 talibów, a także 10 żołnierzy, podczas gdy ośmiu odniosło rany. Na froncie Jandola-Sarahoga doszło do walki o wioskę Ghara Sar, podczas której zginęło pięciu talibów, a jeden żołnierz został ranny. Na froncie Shakai-Kaniguram wojsko kontynuowało operację poszukiwania talibów w okolicach miejscowości Ladha, Satta, Mangora Sar Narakai, Gulit Killi, Torwam, Shabi Khel. W okolicy wioski Langar Khel doszło do intensywnej wymiany ognia w wyniku której poległo 14 talibów, a także ciężkie straty poniosła armia pakistańska, bowiem zginęło 10 żołnierzy, a 7 zostało rannych. W trakcie bitwy o Makin, siły bezpieczeństwa przerzuciły ciężar walk na południe miasta. Armia zniszczyła bazy talibów w wioskach Darra Alghad oraz Rogha, zabijając trzech bojowników.
13 listopada zginęło sześciu talibów oraz dwóch żołnierzy, podczas walk w górskim rejonie na froncie Jandola-Sararohga. W wyniku starcia wojsko objęło kontrolę nad ważnym górskim punktem 3 km na północ od miejscowości Ahmed Wam. Na froncie Shkai-Kaniguram armia zabezpieczyła spore ilości amunicji należące do rebeliantów podczas akcji poszukiwania bojowników pod Torwam. Na froncie Razmak-Makin, armia zabezpieczyła górski rejon od Makin, aż po południową wioskę Marobi Raghzai. Armia zablokowała też drogę do niestabilnego Shah Wali Algad. Siły bezpieczeństwa zdobyły kontrolę nad terenami położonymi na wysokości wiosek Rogha i Mir Khoni. Talibowie odpalili kilka rakiet na obozy wojsk pakistańskich w Razmak i Laghr Manza, co spotkało się z natychmiastową militarną odpowiedzią.
14 listopada siły bezpieczeństwa zabiły siedmiu rebeliantów, podczas gdy rannych zostało czterech żołnierzy. Podczas przejmowania przez wojsko miejscowości Takrai Sar, leżącej na północ od Ladha, zginęło czterech talibów. Kolejnych trzech rebeliantów zginęło podczas walki na kluczowej drodze prowadzącej z Makin do Północnego Waziristanu. Ucierpiał tam też jeden wojskowy, podczas gdy siły bezpieczeństwa nadal walczyli o kontrolę nad miastem Makin. Trzech żołnierzy zostało rannych w trakcie wymiany ognia w wiosce Ahmed Wam, znajdującej się blisko Sararoghi. Armia zdobyła kontrolę nad wioską, a w niej przejęto znaczne ilości broni talibów.
15 listopada w walkach zginęło siedmiu rebeliantów, a dziewięciu zostało poważnie rannych. Talibowie zginęli podczas bombardowań ich warowni w wiosce Marobi, leżącej nieopodal miasta Makin i Ahmed Wam pod Sararoghą. Na tych obszarach przeszukano i zniszczono dwie kryjówki bojowników.
16 listopada był dniem kiedy intensywność walk zmalała, w wyniku czego obyło się bez ofiar. Armia umocniła swoje pozycje wokół byłych twierdz talibów miast Sararogha i Kaniguram. W okolicy miasta Sarahoga zabezpieczono ważne szczyty górskie oraz przeszukano kolejne wioski m.in. Janta z której wyparto talibów. Do kontaktu z talibami doszło w pobliżu Kaniguram, jednak wymiana ognia nie spowodowała ofiar. Po potyczce zniszczono centrum szkoleniowe, kryjówki i tunel wykorzystywany wcześniej przez rebeliantów. Wojsko przeprowadziło również operacje wyszukiwania talibów i zajęło strategiczne wysokości w pobliżu Makin. Rebelianci wystrzelili cztery rakiety, które spadły na wioskę Landi Noor. Po krótkiej wymianie ognia, talibowie uciekli z miejsca zdarzenia. Siły bezpieczeństwa zajęły górskie obszary między miejscowościami Ladha i Tikrai Sar. Talibów rozbrojono także w wiosce Spina Mela, leżącej pod Razmak. Z kolei w miejscowości Kum Narai koło Makin znalezione fabrykę min IED, którą natychmiast zniszczono.
17 listopada był kolejnym dniem kiedy armia pakistańska umacniała swoje pozycje w Południowym Wazristanie. Na froncie Jandola-Sararogha, armia poszerzyła kontrolę w promieniu 1 km o zajętej dzień wcześniej wioski Janta, a także zajęła kolejne tereny górskie w okolicy Khazhikai, Sara Rogha i Shuza Sar, które następnie rozminowywano. Na froncie Shakai-Kaniguram armia umocniła pozycje w miejscowościach Ghundai Gur, Tikrai Sar Sultano, Pungai, Ladha i Bangel Khel. W wioskach Gani Khel, Khaikaeh Narai przejęto znaczne ilości broni. Podczas poszukiwania rebeliantów w wiosce Torwam, wojsko natknęło się na tunel wykorzystywany przez talibów. Obiekt został zniszczony. Na froncie Razmak-Makin łącznie zniszczono sześć talibskich bunkrów.
18 listopada zginęło sześciu talibów, podczas gdy ośmiu żołnierzy zostało rannych. Na froncie Jandola-Sararogha wojsko objęło kontrole nad kolejnymi górskimi, trudno dostępnymi terenami w pobliżu wioski Janta. Siły bezpieczeństwa przeprowadziły operację antytalibską w wioskach Adire Mela i Khazhankai, w których zabezpieczono broń należącą do bojowników. trzech żołnierzy zostało rannych po wybuchu bomby przydrożnej (IED), podczas patrolu drogi Jandola – Chagmalai – Siplatoi. Na froncie Shakai-Kaniguram doszło do potyczki w okolicy wioski Kund Mela. Rannych zostało pięciu żołnierzy i zginęło sześciu rebeliantów, którzy pierwsi otworzyli ogień. Na froncie Razmak-Makin armia zniszczyła osiem bunkrów pod miejscowością China. Operacje poszukiwania rebeliantów przeprowadzono w wioskach Lita Sar i Blanki Sar.
19 listopada siły bezpieczeństwa zabiły siedmiu rebeliantów. Na froncie Jandola-Sararogha podczas oczyszczania terenów kontrolowanych dawniej przez talibów, odkryto ogromne ilości broni i amunicji ukryte w wiosce Tor Wam. W pobliżu miejscowości Kikrai doszło do starcia z talibami w wyniku czego zginęło siedmiu ich członków. Na froncie Shakai-Kaniguram wojsko umocniło pozycję w wiosce Marghaband, w której skonfiskowano talibską broń. Siły bezpieczeństwa zeszły z górskich szlaków, które zostały zajęte w ciągu ostatnich trzech dni, do wioski Janta. Na trzecim froncie Razmak-Makin w wiosce Imar Khel Zangi znaleziono zwłoki 2 talibów.
20 listopada zginęło pięciu rebeliantów, a jeden z żołnierzy odniósł rany. Na froncie Jandola-Sararogha, wojsko już zdecydowanie dominowało w górskich obszarach na wysokości Janta. W wiosce przejęto znaczne ilości broni i amunicji. Na linii Shakai-Kaniguram doszło do potyczek w pobliżu miejscowości Asman Manza i Ladha w wyniku czego zginęło pięciu talibów, a jeden z żołnierzy odniósł obrażenia. W pobliżu Yarga Khel i Lalejai zniszczono 3 bazy używane przez bojowników. Na froncie Razmak-Makin rozbrojono 9 min lądowych typu IED w wiosce Kam Narakai.
21 listopada śmierć poniosło 14 talibów i sześciu żołnierzy, podczas walki pod Lakki Ghundi, wcześniej zabezpieczonym przez siły bezpieczeństwa, leżącym na froncie Shakai-Kaniguram. Armia objęła kontrolę nad wioskami Manna Tut Kasko Khula i Kandao Sar, leżącymi w promieniu 5 km od Razmak. W okolicy Kaniguram zlokalizowano tunel, którym rebelianci przemycali broń, po czym go zniszczono.
22 listopada siły bezpieczeństwa zastrzeliły 5 talibów. Wojsko na froncie Jandola-Sararogha przeszukiwały wioski Pash Ziarat, Khandai Sar Tabai Sar leżące na górskich szlakach na których rozbrojono 10 min. Tam doszło do potyczki z rebeliantami, w wyniku której zginęło pięciu rebeliantów, a rany odniósł jeden żołnierz. Na linii Razmak-Makin w wiosce Sarwek rozbrojono pięć ładunków IED. Armia przeszukała kilka wiosek w akcji poszukiwania talibów. W pobliżu miasta Koktai zniszczono 20 talibskich obozów i 14 jaskiń.
23 listopada zginęło 9 rebeliantów, a trzech pakistańskich żołnierzy zostało rannych. Armia zabezpieczyła wioski Zinda Narai i Borora Narai, leżące 1 km na zachód od Janta. Na froncie Shakai-Kaniguram rebelianci ostrzelali trzema rakietami wioskę Asman Manza, co nie przyniosło ofiar. Podczas starcia pod Karam, zginął jeden talibski bojownik, a dwóch żołnierzy odniosło rany. Na froncie Razmak-Makin wojsko objęło kontrolę nad wioskami Golden Top, Pash Ziarat i Tabai Sar, a walki kosztowały życie 8 talibów.
24 listopada aresztowano 2 talibów w pobliżu wioski Janta. Stamtąd przejęto także spore ilości amunicji talibów. Na froncie Razmak-Makin armia rozbroiła 8 ładunków wybuchowych IED w wioskach Pash Ziarat i Kam Narakai. Talibowie wystrzelili także szęść rakiet z wioski Pash Ziarat. W okolicy Marobi Raghazi rozbrojono 10 min IED.
25 listopada zginęło czterech ekstremistów, a dziewięciu zostało rannych. Talibowie zostali zabici w walkach pod Asman Manza i Majdan. Wojsko rozpoczęło kolejne akcje poszukiwania rebeliantów w miastach Shakai, Kaniguram i Spinkot.
26 listopada W Południowym Wazristanie aresztowano terrorystę Abdullaha Shah Mehsuda. W sektorze Jandola zniszczono 25 ładunków wybuchowych IED. Na froncie Razmak-Makin zniszczono 25 baz talibów i 10 ładunków IED.
27 listopada zginęło 15 talibów, a 2 żołnierzy odniosło rany. Na froncie Jandola-Sararogha zniszczono 30 domów w wiosce Raghazai, natomiast w Kot Raghazai 50 budynków. Domostwa służyła jako schronienie talibom. W wiosce Zhawar Killi zabezpieczono duże ilości broni. Na linii Shakai-Kaniguram armia spotkała opór w wiosce Narakai. W wyniku wymiany ognia zginęło 15 talibów, a jeden z żołnierzy odniósł rany. na drodze łączącej wioski Sarwek i Siplatoi zabezpieczono 10 min. Na froncie Razmak-Maikn zniszczono dziewięć ładunków IED w wioskach Pash Ziarat, Wachuba i Kot Band Khel. Armia zniszczyła 30 baz talibów w wiosce Mad Amir Killi. Podczas akcji ucierpiał żołnierz pakistański.
1 grudnia armia zabezpieczyła leżącą w sektorze Jandola wioskę Dunai Killi. Oddział wojsk, który wszedł do wioski wcześniej walczył o Jantę. Na froncie Shakai-Kaniguram siły bezpieczeństwa prowadziły operację w kontrolowanych wioskach Asman Manza, Mola Khan Saraj i Kundi Ghar Sar. Na ostatniej linii Razmak-Makin rebelianci wystrzelili siedem rakiet na wioskę Lakki Ghund, 5 rakiet Mana Camp oraz 4 rakiety na Ladha Bridge, leżącą pod miastem Makin. Ataki nie przyniosły ofiar.
2 grudnia rebelianci wystrzelili osiem rakiet na Spin Jammat i Ladha. Agresja talibów spotkała się z odpowiedzią sił bezpieczeństwa, jednak w walkach w sektorze Shakai nikt nie zginął. Na froncie Razmak-Makin, talibowie ostrzelali pozycje żołnierzy z rakiet w wiosce Lakki Ghund. W wyniku odpowiedzi ranny został jeden żołnierzy, podczas wymiany ognia w Qalandar. W trakcie akcji poszukiwania rebeliantów, aresztowano w Pirpatai i Qambar sześciu talibów. Tymczasem w wioskach Barshaur, Charbagh i Gagra, 8 bojowników oddało się w ręce pakistańskiego wojska.
W grudniu po wyparciu talibów z najważniejszych terenów Południowego Waziristanu, przeważały operacje rozminowywania regionów wcześniej kontrolowanych przez rebeliantów, a także ich wyszukiwania w górskich rejonach.
5 grudnia w walkach poległ pakistański żołnierz podczas potyczki pod miastem Ladha. W odwecie zniszczono dwa tunel, którymi rebelianci przemycali broń. 6 grudnia zginął jeden z bojowników, a 13 zostało zatrzymanych. Ponadto na froncie Shakai-Kaniguram trwały intensywne operacje poszukiwacze talibów.
7 grudnia podczas akcji poszukiwania rebeliantów, aresztowano sześciu talibów w sektorze Jandola. Podczas starcia w wiosce Blanki Sar, ranny został żołnierz. 8 grudnia rebelianci wystrzelili sześć rakiet na wioskę Spin Jammat, co spotkało się z natychmiastową odpowiedzią wojsk. Armia zniszczyła wówczas 46 talibskich kryjówek, zneutralizowano też dziewięć ładunków IED.
9 grudnia w sektorze Shakai zatrzymano pięć osób podejrzanych o terroryzm. Rebelianci odpalili jedną rakietę na Razmak, która nie spowodowała szkód. Na froncie Jandola-Sararogha zniszczono znaczną liczbę min przeciwpiechotnych w wioskach Aka Khel Pungai w pobliżu Ahmedwam i Abdullah Noor Kaskai pobliżu Kotkai.
10 grudnia zginęło pięciu talibów oraz żołnierz, a inny odniósł rany. Na froncie Jandola-Sararogha zniszczono 30 kryjówek rebeliantów wokół wiosek Abdullah Nur Kaskai, Bangiwala i Akakhel Pungai. Na froncie Shakai-Kaniguram w wiosce Khassadar Ridge doszło do ciężkiej wymiany ognia w której zginęło pięciu talibów i żołnierz. W miejscowości Barwand zrównano z ziemią budynek należący do talibów. Na linii Razmak-Makin zniszczono krótki tunel pod Pash Ziarat, a także 10 bunkrów. Tego samego dnia doszło do nalotu amerykańskiego samolotu bezzałogowego w wyniku czego zginęło sześciu bojowników.
11 grudnia armia stworzyła bezpieczne połączenie między Shaki i Razmak. Ostatnią wioską w której pojawiły się pakistańskie flagi była Zawar Sahbi Khel w pobliżu Jandoli. W sektorze Shakai pod Badar Toi Nullah zniszczono trzy jaskinie i aresztowano jednego bojownika. W okolicach wioski Pash Ziarat, która leży w okolicy Razmak, zniszczono trzy bunkry.
12 grudnia premier Pakistanu Yousaf Raza Gilani ogłosił zwycięskie zakończenie ofensywy w Południowym Waziristanie. Operacja zakończyła się objęciem kontroli nad Południowym Waziristanem przez armię pakistańską, zniszczeniem talibskiej infrastruktury, a także dziesiątek górskich baz i kryjówek. Armia przechwyciła duże ilości talibskiej broni i amunicji, zniszczono także fabryki w których je produkowano. Jednak nie schwytano, ani nie zabito żadnych z czołowych członków Talibanu, lecz walki w Południowym Waziristanie doprowadziły do ich ucieczki. Przyjmuje się, iż dowódca talibów w Pakistanie Hakimullah Mehsud, schronił się w Orakzai.
W związku, iż większość rebeliantów udała się w rejon Orakzai, pakistański rząd ogłosił przygotowania militarnej operacji w tamtym regionie.
W Południowym Waziristanie po niespełna dwóch miesiącach walk zginęło 600 rebeliantów, 80 żołnierzy. Na polu bitwy obrażenia odniosło 243 żołnierzy, natomiast wojsko pojmało 82 bojowników.

## Odwetowe zamachy w Pakistanie
Ofensywa została poprzedzona licznymi zamachami terrorystycznymi, którymi od początku października talibowie próbowali zniechęcić władze do podjęcia ofensywy przeprowadzając liczne zamachy bombowe w których śmierć poniosło ponad 150 osób.
W wyniku ofensywy siły porządkowe w całym kraju zostały postawione w stan najwyższej gotowości. W Islamabadzie 19 października talibowie zorganizowali odwet. Zamachowiec-samobójca wysadził się w powietrze pod Islamskim Uniwersytetem zabijając sześć osób, a dwadzieścia ranił.
22 października talibowie przetestowali i czujność, organizując kolejną akcję odwetową. W Islamabadzie bowiem zastrzelono Moin-ud-din Ahmeda, zastępcę szefa misji UNMIS w Sudanie, który w Pakistanie przebywał na wakacjach. Ahmed podążał do głównej kwatery armii pakistańskiej w Rawalpindi, która była szturmowana przez rebeliantów 10 – 11 października. W stolicy Pakistanu znaleziono bombę, którą zabezpieczono. Ofensywa przyniosła gwałtowne spadki na giełdzie pakistańskiej, a 22 października indeksy spadły nawet o 3 punkty procentowe.
23 października w atakach odwetowych zginęło 21 osób. W pierwszym zamachu w mieście Kamra, oddalonym 65 km od stolicy kraju, Islamabadu, zginęło co najmniej 6 osób. Zamachowiec-samobójca wysadził się bowiem w powietrze przed bramą wjazdową do Pakistańskiego Kompleksu Aeronautycznego. Z kolei w niedaleko wioski Ghalnai minibus z gośćmi weselnymi najechał na minę-pułapkę. W wyniku eksplozji śmierć poniosło 15 osób w tym dzieci i kobiety. Natomiast w Peszawarze w zamachu rannych zostało 15 osób. Do ataku za pomocą samochodu-pułapki doszło przed jedną z restauracji w ekskluzywnej dzielnicy miasta.
28 października terroryści zorganizowali w pakistańskim Peszawarze zamach w wyniku którego śmierć poniosło 117 osób, a ponad 200 odniosło obrażenia. Był to jeden z najkrwawszych zamachów bombowych od 2004 roku, czyli od czasu kiedy armia pakistańska walczy z talibską rebelią.
8 listopada w miasteczku Adazai pod Peszawarem w północno-zachodnim Pakistanie doszło do zamach w wyniku którego zginęło 12 osób zginęło, a 36 zostało rannych. Celem kolejnego odwetowego ataku terrorystycznego był burmistrz miasta Abdul Malik, który nie przeżył zamachu. Dzień później w Peszawarze doszło do kolejnego ataku terrorystycznego w wyniku którego życie straciły trzy osoby.
10 listopada w miejscowości Charsadda doszło do eksplozji samochodu-pułapki na zatłoczonym targowisku w wyniku czego zginęły 24 osoby, a 102 odniosły obrażenia.
13 listopada w zamachu na agencję wywiadu wojskowego w Peszawarze zginęło co najmniej 17 osób, a 85 zostało rannych. Ofiary samobójczego zamachu w Peszawarze to w większości cywile. Jak wynika z relacji świadków, w momencie kiedy jadący pod prąd samochód próbowały zatrzymać służby, kierowca zdetonował ładunek. Do innego zamachu doszło w Bannu, gdzie zginęło 8 policjantów, a 25 odniosło rany.
14 listopada powtórzył się zamach w Peszawarze. Co najmniej 10 osób zginęło, a 25 zostało rannych, kiedy w pobliżu policyjnego posterunku kontrolnego w Peszawarze zamachowiec samobójca wysadził w powietrze samochód, którym jechał.
16 listopada doszło do kolejnego ataku terroru w Peszawarze. W siódmym zamachu w ciągu 10 dni zginęły 4 osoby, a 31 zostało rannych, kiedy zamachowiec-samobójca wysadził się w powietrze w pobliżu posterunku policji.
19 listopada w Peszawarze eksplodował samochód-pułapka. W siódmym ataku w Peszawarze zginęło 18 osób.
2 grudnia w Islamabadzie cztery osoby zostały ranne, kiedy zamachowiec-samobójca wysadził się nieopodal siedziby marynarki wojennej Pakistanu.
4 grudnia w Rawalpindi doszło do wybuchu bomby w meczecie w pobliżu kwatery głównej pakistańskiej armii. Zginęło co najmniej 39 osób.
7 grudnia w podwójnym zamachu bombowym na zatłoczonym targowisku w Lahore, zginęło 49 osób, a 150 odniosło rany. Tego samego dnia w Peszawarze dziesięć osób zginęło, a 44 zostało rannych w zamachu samobójczym.
8 grudnia w terrorystycznym zamachu w Multanie zginęło 12 osób, a ponad 18 odniosło obrażenia.
Łącznie odwetowa działalność ekstremistów na terytorium Pakistanu, kosztowała życie ponad 350 cywilów.

## Skutki operacji
Mimo ogłoszenia zakończenia operacji przez premiera Pakistanu, armia kontynuowała rutynowe akcje prowadzone od końca listopada. Do starcia wojsk z talibami doszło 14 grudnia, kiedy to zginęło pięciu talibów, a dwóch żołnierzy odniosło rany. Do kolejnej potyczki doszło 16 grudnia, w której zginął jeden żołnierz oraz pięciu talibów. 19 grudnia w okolicach miasta Razmak doszło do wymiany ognia, w której śmierć poniosło sześciu talibów.
Premier Yousaf Raza Gilani poinformował 12 grudnia, iż w planach jest przeniesienie walk na terytoria plemienne wokół Orkazai, nie podając daty rozpoczęcie ewentualnej ofensywy. Jednak tego samego dnia wieczorem armia przeprowadziła akcję w Agencji Kurram, która leży w pakistańskich Terytoriach Plemiennych, w wyniku której śmierć poniosło 15 talibów. Dzień później w kontynuacji intensywnych walk w których wykorzystano artylerię oraz lotnictwo, śmierć poniosło 7 kolejnych bojowników i dwóch żołnierzy. Armia zniszczyła 10 kryjówek rebeliantów, natomiast w wymianie ognia ucierpiało 20 talibów i 12 żołnierzy. Jeszcze przed ogłoszeniem planów nowej operacji, 40 000 cywilów z regionów Hangu i Kohat zostało przesiedlonych. 16 grudnia w Agencji Kurram zginęło 32 talibów. W rejonie walk działała ciężka artyleria oraz lotnictwo.
Na początku 2010 sytuacja w Waziristanie ustabilizowała się. Po zakończeniu ofensywy wszystkie Terytoria Plemienne Administrowane Federalnie oprócz Północnego Waziristanu i Agencji Orkazai były pod kontrolą rządu. W związku z tym pod koniec marca 2010 uruchomiono kolejną operację wojskową tym razem w Północnym Waziristanie. Równolegle pakistański Frontier Corps prowadził szereg małych antytalibskich operacji w Orkazai. Celem sił bezpieczeństwa było przejąć te tereny plemienne do końca czerwca 2010. Jednakże celu nie udało się osiągnąć – operacja w Orakzai się przeciągała się do czerwca 2010 (faktycznie walki trwały do końca 2010), a bastion w Północnym Waziristanie został nietknięty.
21 listopada 2011 talibskie dowództwo Tehrik-i-Taliban Pakistan potwierdziło, iż prowadziło wstępne rozmowy pokojowe z rządem pakistańskim. W październiku i listopadzie 2011 odbyły się trzy rundy negocjacji, które dotyczyły głównie obszaru Południowego Wziristanu. Mediatorzy ocenili rozmowy jako bardzo trudne. Talibowie zażądali od Islamabadu uwolnienia więźniów, a także zapłatę odszkodowania za zniszczenia podczas ofensywy militarnej.